# Staurocephalus largidentis
Staurocephalus largidentis är en ringmaskart som beskrevs av Wolf 1986. Staurocephalus largidentis ingår i släktet Staurocephalus och familjen Dorvilleidae. Inga underarter finns listade i Catalogue of Life.